# Willian Lima
Willian Lima   (Mogi das Cruzes, Sao Paulo, Brasil, 31 de gener de 2000) és un judoka brasiler que competeix en la categoria de pes semi lleuger (actualment -66kg). Ha participat en 1 Olimpíada, guanyant la medalla de plata en la prova de -66kg i la medalla de bronze en la prova d'equips mixt dels Jocs Olímpics de París. A més, ha guanyat 5 medalles (3 d'or) en els Campionats Panamericans i 2 medalles en els Jocs Panamericans.
Lima va començar en el Judo als 6 anys, combinant-lo amb la natació, esport al qual preferia. Va començar a destacar internacionalment quan va guanyar el Campionat del Món Júnior de 2019, disputat a Marràqueix.
L'any 2021, aconsegueix el seu primer gran torneig internacional, aconseguint guanyar els Campionat Panamericà celebrat a la ciutat mexicana de Guadalajara.
El 2023 va ser pare per primera vegada i fora de la vida esportiva és tercer sergent de la Marina brasilera.
El 2024, en els Jocs Olímpics de París aconseguia la seva primera medalla olímpica en la prova de -66 kg i uns dies després, guanyava la medalla de bronze col·lectiva en la prova d'equips mixt.

## Trajectòria professional
| Jocs Olímpics        | Jocs Olímpics  | Jocs Olímpics | Jocs Olímpics |
| Any                  | Seu            | Posició       | Prova         |
| -------------------- | -------------- | ------------- | ------------- |
| 2024                 | París          | 2             | -66 kg        |
| 2024                 | París          | 3             | Equips mixt   |
| Campionat del Món    |                |               |               |
| 2022                 | Taixkent       | 1/8 final     | -66 kg        |
| 2022                 | Taixkent       | 1/8 final     | Equips mixt   |
| 2023                 | Doha           | 1/8 final     | -66 kg        |
| 2023                 | Doha           | 1/8 final     | Equips mixt   |
| 2024                 | Abu Dhabi      | 1/8 final     | -66 kg        |
| Campionat Panamericà |                |               |               |
| 2021                 | Guadalajara    | 1             | -66 kg        |
| 2022                 | Lima           | 3             | -66 kg        |
| 2022                 | Lima           | 1             | Equips mixt   |
| 2023                 | Calgary        | 3             | -66 kg        |
| 2024                 | Rio de Janeiro | 1             | -66 kg        |
| Jocs Panamericans    |                |               |               |
| 2023                 | Santiago       | 3             | -66 kg        |
| 2023                 | Santiago       | 2             | Equips mixt   |